# Andy Marshall
Andy Marshall (Bury St Edmunds, Inglaterra, 14 de abril de 1975) es un exfutbolista y entrenador inglés. Jugaba como guardameta.
Es entrenador de porteros en el Millwall desde 2022.

## Clubes

### Como jugador
| Club                               | País       | Año       |
| ---------------------------------- | ---------- | --------- |
| Norwich City                       | Inglaterra | 1994-2001 |
| AFC Bournemouth (préstamo)         | Inglaterra | 1996      |
| Gillingham (préstamo)              | Inglaterra | 1996      |
| Ipswich Town                       | Inglaterra | 2001-2004 |
| Wolverhampton Wanderers (préstamo) | Inglaterra | 2003-2004 |
| Millwall (préstamo)                | Inglaterra | 2004      |
| Millwall                           | Inglaterra | 2004-2006 |
| Coventry City                      | Inglaterra | 2006-2009 |
| Aston Villa                        | Inglaterra | 2009-2013 |
| Millwall                           | Inglaterra | 2013-2014 |

### Como entrenador
| Club                         | País       | Año           |
| ---------------------------- | ---------- | ------------- |
| Aston Villa (porteros)       | Inglaterra | 2014-2016     |
| Aston Villa (interino)       | Inglaterra | 2015          |
| Charlton Athletic (porteros) | Inglaterra | 2018-2021     |
| Birmingham City (porteros)   | Inglaterra | 2021-2022     |
| Millwall (porteros)          | Inglaterra | 2022-presente |